# کرت بنیرشکه
کرت بنیرشکه (انگلیسی: Kurt Benirschke; ۲۶ مهٔ ۱۹۲۴ – ۱۰ سپتامبر ۲۰۱۸) دانشمند در زمینه اهل ایالات متحده آمریکا بود.